# Goulien
Goulien – miejscowość i gmina we Francji, w regionie Bretania, w departamencie Finistère.
Według danych na rok 1990 gminę zamieszkiwały 512 osoby, a gęstość zaludnienia wynosiła 40 osób/km² (wśród 1269 gmin Bretanii Goulien plasuje się na 821. miejscu pod względem liczby ludności, natomiast pod względem powierzchni na miejscu 733.).